# Halocyprida
Los halocípridos (Halocyprida) son un orden de crustáceos ostrácodos de la subclase Myodocopa. 

## Taxonomía
Los halocípridos se dividen en dos subórdenes, Cladocopina y Halocypridina y varias familias:
- Suborden Cladocopina Sars, 1865

Superfamilia Polycopoidea Sars, 1865
Familia Polycopidae Sars, 1865
- Suborden Halocypridina Dana, 1853

Superfamilia Halocypridoidea Dana, 1853
Familia Halocyprididae Dana, 1853 
Superfamilia Thaumatocypridoidea Müller, 1906
Familia Thaumatocyprididae Müller, 1906